# 가이몬다케

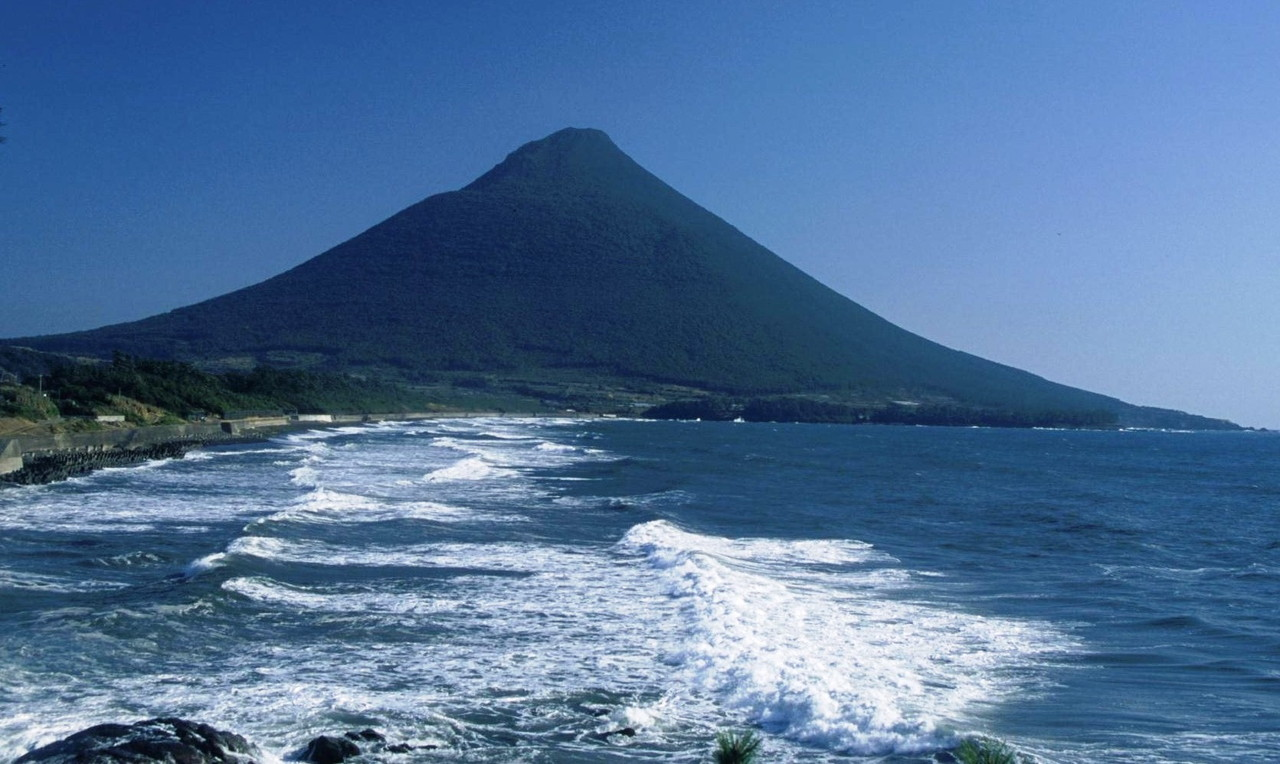
다이몬다케와 동중국해

가이몬다케(開聞岳)는 일본 가고시마현 사쓰마반도 남단 (이부스키시 소속)에 위치한 해발 924m의 화산이다. 1964년 3월 16일 기리시마야쿠 국립공원으로 지정되었다. 일본백명산, 신일본백명산, 규슈백명산으로 선정되어 있다. 산기슭의 북동쪽 절반은 육지로, 남서쪽 절반은 바다를 향하고 있어 원뿔형 모양 때문에 별명 사쓰마후지(薩摩富士)라고도 불린다.